# Hiatus Kaiyote
Hiatus Kaiyote is een Australische jazz- annex funkband, opgericht in Melbourne in 2011, bestaande uit zanger/gitarist Nai Palm, bassist Paul Bender, toetsenist Simon Mavin en drummer Perrin Moss.

## Biografie
In 2010 gaf Nai Palm (geboren Naomi Saalfield) een soloshow in Melbourne waarbij Paul Bender aanwezig was. Na de show benaderde Bender Nai Palm en stelde een samenwerking voor. Na een korte tijd als duo te hebben gewerkt, rekruteerden ze in 2011 Perrin Moss en Simon Mavin en richtten ze Hiatus Kaiyote op. Mavin was toen nog lid van The Bamboos, maar verliet die band om zich te concentreren op Hiatus Kaiyote.
Hiatus Kaiyote speelde hun eerste optreden op het Bohemian Masquerade Ball in 2011. In februari 2012 opende de band voor Taylor McFerrin in Melbourne. McFerrin was hiervan zo onder de indruk dat hij hun muziek tipte bij de invloedrijke omroep-DJ en platenlabeleigenaar Gilles Peterson.

### 2012: Tawk Tomahawk
De band bracht in april 2012 hun debuutalbum Tawk Tomahawk in eigen beheer uit. Het werd opgemerkt door tal van muzikanten, waaronder Animal Collective en Dirty Projectors, en de band ontving later publieke erkenning van Erykah Badu, Questlove en Prince, die hun volgers op sociale media aanspoorden om de muziek van de band te beluisteren. Begin 2013 riep Gilles Peterson hen uit tot Breakthrough Artists of the Year tijdens zijn Worldwide Music Awards in Londen, en kort daarna maakten ze kennis met Salaam Remi, die net was begonnen als A&R executive bij Sony Music. Sony gaf Remi de kans om zijn eigen label te beginnen, Flying Buddha, en zijn eerste contract was Hiatus Kaiyote. De band gaf Tawk Tomahawk een licentie aan het label en voegde een alternatieve versie toe van het nummer "Nakamarra" met Q-Tip. Na deze release tourde de band internationaal en werd in 2014 genomineerd voor een Grammy Award voor Beste R&B-uitvoering voor "Nakamarra". Ze waren de eerste Australische act die werd genomineerd voor een Grammy in een R&B-categorie.

### 2014: Choose Your Weapon
In 2014 begon de band te werken aan hun tweede album, Choose Your Weapon, dat op 1 mei 2015 werd uitgebracht. De recensie-verzamelsite Metacritic gaf het album een score van 88 uit 100, gebaseerd op 6 recensies. Op 9 mei 2015 kwam Choose Your Weapon binnen op nummer 22 in de Australische albumlijst. Nai Palm beschreef het album als een "extensie" van hun debuut, en verklaarde dat zij en de band niet van plan waren om een oeuvre van één genre te maken. Veel van de nummers op het album begonnen met de originele ideeën van Saalfield en werden later door de band gezamenlijk uitgewerkt. Tijdens de opnames wilde de band een ode brengen aan het mixtape -formaat, dus namen ze intermezzo's op.
Choose Your Weapon werd de eerste release van de band die in de VS in de hitlijsten kwam en bereikte nummer 127 in de Billboard 200, en nummer 11 in de Billboard Top R&B/Hip-Hop Albums-hitlijst. Het nummer "Breathing Underwater" van het album werd genomineerd voor een "Best R&B Performance" bij de 58e Grammy Awards.

### Periode 2016 – 2020
Vanaf 2016 begonnen prominente rap- en r&b-artiesten Hiatus Kaiyote-nummers te samplen, te beginnen met Anderson. Paaks sample van "Molasses" in "Without You" op zijn album Malibu. Het jaar daarop samplede Kendrick Lamar "Atari" in "Duckworth" van zijn album Damn, en Drake samplede "Building a Ladder" op het nummer "Free Smoke" van zijn afspeellijst More Life. In 2018 sampleden Beyonce en Jay-Z "The World It Softly Lulls" in "713" van hun album Everything Is Love.
In 2017 bracht Nai Palm haar debuut soloalbum Needle Paw uit. In juni 2018 was Palm te horen op het album Scorpion van Drake, die goedkeurend over zowel haar als de band sprak. Ze zong een cover van "More Than a Woman" van Aaliyah, die verschijnt aan het einde van Drake 's nummer "Is There More?". Op 18 oktober 2018 maakte Palm bekend dat bij haar borstkanker was vastgesteld. Terwijl ze aan het herstellen was in het ziekenhuis na een borstamputatie, voerden Palm en Bender een cover uit van Curtis Mayfield 's "The Makings of You", die online werd uitgebracht. Palm maakte in 2019 bekend dat ze kankervrij was.
Tijdens de herstelperiode van Palm vormden de andere leden van Hiatus Kaiyote verschillende zijprojecten. Perrin Moss, onder de naam Clever Austin, bracht in 2019 het soloalbum Pareidolia uit. Simon Mavin vormde een band genaamd The Putbacks, en produceerde het album Control van Natalie Slade in 2020. Paul Bender vormde een act genaamd The Sweet Enoughs en bracht in 2020 het album Marshmallow uit. Bender heeft ook albums geproduceerd voor Jaala, Vulture St. Tape Gang, en Laneous. Bender, Mavin en Moss brachten in 2020 ook een geheel instrumentaal album uit genaamd Improvised Music 2015-17, onder de naam Swooping (voorheen Swooping Duck).

### 2020: Mood Valiant
Hiatus Kaiyote kwam in 2020 opnieuw bijeen en tekende een wereldwijde uitgeversovereenkomst met Warner Chappell Music. Ze begonnen te werken aan een nieuw album, geïnspireerd door Palms gezondheidscrisis en haar verlies van een geliefd huisdier, evenals de sociale problemen veroorzaakt door de COVID-19-pandemie. Het nummer "Get Sun" werd gearrangeerd en begeleid door de Braziliaanse muzikant Arthur Verocai. Het album Mood Valiant werd uitgebracht op 25 juni 2021 en bereikte de top tien op de Australische albumlijst.

## Discografie
- Tawk Tomahawk (2012)
- Choose Your Weapon (2015)
- Mood Valiant (2021)
- Love Heart Cheat Code (2024)